# 普佑寺
普佑寺，位于中国河北省承德市市区内，是一座藏传佛教格鲁派寺院，为“外八庙”之一。

## 历史
普宁寺内有一道门通向东侧的普佑寺。普佑寺建于清朝乾隆二十五年（1760年）。该年适逢乾隆帝50寿辰，其母崇庆皇太后70寿辰，又值清军平定回部大小和卓叛乱，彻底结束了西北边疆90年分裂割据的局面。兴建普佑寺前，热河（今承德）己有三座皇家寺庙，驻有大批喇嘛。清廷乃于乾隆二十五年（1760年）在普宁寺东侧兴建喇嘛诵经的扎仓（即寺院附属的学院），即后来的普佑寺。普佑寺由普宁寺住持代管，宗教生活也附属于普宁寺。清朝乾隆时期，普佑寺设“四学”即显宗经学、密宗经学、历算学、医药学。普佑寺是“外八庙”喇嘛的扎仓，不但培养“外八庙”的喇嘛，而且蒙古各部喇嘛也被选送到该寺学经，学费全部由清政府承担。
道光六年（1826年）宣布停止木兰秋狝后，承德避暑山庄及“外八庙”的地位日降。清宫档案中可见普佑寺的规模、陈设、维护均有明显变化。中华民国时期的照片显示，普佑寺已残旧不堪。
1948年11月，中国人民解放军第二次占领承德第，新成立的承德市人民政府布告：“查本市所辖外八庙乃全国稀有著名古迹，国家财产，富有历史价值，理应保护，近年屡遭蒋匪盗卖破坏，损失惨重，解放后民主政府亟尽保护之费。为保存古迹不使再被破坏起见，特成立保管委员会负责保管，凡所有各庙一切房产、佛像、物品以及砖瓦树木等一律不准擅动。严禁搂柴草，放牲口，违者一经查出，定予严惩，仰各界人士等一体通知。”
1964年9月10日，普佑寺因为雷击而起火，大部分建筑被大火烧毁，仅存山门和四座配殿。经过整修，1996年6月27日普佑寺向游人开放。如今普佑寺内展出的罗汉像，原是罗汉堂的。1933年，罗汉堂被日军用作军火库，罗汉堂内的508尊罗汉辗转迁到普佑寺内保存。原来普佑寺内有罗汉像508尊，从火灾中抢救出来的仅有194尊，不久国家文物局借调18尊罗汉到北京，剩下176尊迁到普宁寺、普佑寺保存。如今176尊罗汉像在普佑寺东西配殿展出。罗汉像均为木雕金漆，每尊通高1.7米，均是清朝由杭州工匠雕造。
1982年7月23日，普佑寺被公布为河北省文物保护单位，类型为古建筑，历史年代为清代。2006年5月25日，普佑寺被公布为第六批全国重点文物保护单位，类型为古建筑，历史年代为清。

## 建筑
普佑寺南北长116米，东西长59.3米，占地面积6608平方米，建筑面积2761.5平方米。
宣统二年十二月普宁寺清档记载：“山门一座，计五间。明间外前詹挂普佑寺陡匾一面；东西稍间设泥胎哼哈将二尊；殿一座计七间，明间外前檐挂大方广殿四样字陡匾一面，殿内明间面北挂高宗纯皇帝御笔字大千功德匾一面，系黑漆泥金字，边框有磕碰，漆有脱落处。高宗纯皇帝御笔字黑漆泥金字对一副；明三间正供木胎佛三尊，须弥座背光哈达三件。高宗御笔字黑漆泥金字对一副，边框有磕伤漆有脱落处。”
“后东配殿五间，明间内供木胎祖师三尊，供桌三张，上设木胎五供三分，随木灵芝油蠟各一对炉屜三件。木胎八宝三分，木胎菓托三分各计五件。欢门三堂，随五色锦缎边旙十八首，黄布簾刷三件。后西配殿五间，明间内供木胎祖师三尊，内中尊手持铜搯丝珐琅钵一件。”
“顺山房二座，计十八间。经桌一百张，经床一百，八仙高桌八张。后照楼一座，计二十一间，楼上明间供铜萞罗佛一尊，随背光莲花座木神台哈达一件。”